# Беруин (Иллинойс)
Бе́руин (англ. Berwyn /'bɝː(r)wɪn/) — город на северо-востоке США, в округе Кук, штат Иллинойс. По переписи населения 2010 года в городе проживали 56 657 человек.

## Демография
По данным переписи населения 2000 года, общая численность населения составляла 54 016 человек. Зарегистрировано 19 702 домовладений и 12 924 семей. По данным переписи 2010 года население выросло до 56 657 человек.
Распределение населения по расовому признаку:
- белые — 56,42 %
- афроамериканцы — 1,30 %
- коренные американцы — 0,44 %
- азиаты — 2,59 %
- латиноамериканцы — 2,56 %
- другие расы — 18,59 % и др.

Испаноязычное население составляло 38 %, американцев мексиканского происхождения — 31 %. В первую пятерку неиспаноязычного происхождения вошли граждане с польскими корнями (12,0 %), немецкими (11,8 %), ирландскими (11,1 %), итальянскими (10,4 %) и чешскими (6,8 %).
В 2000 году насчитывалось 19 702 домовладений, из них в 33,0 % имели детей в возрасте до 18 лет, которые жили вместе с родителями, 47,0 % — супружеские пары, живущие вместе, 12,8 % семей — женщины без мужей, а 34,4 % не имели семьи. 12,4 % всех домовладений состоят из одиноких людей в возрасте 65 лет и старше. Средний размер домовладения 2,73 человек, а средний размер семьи — 3,45.
Распределение населения по возрасту:
- до 18 лет — 26,2 %
- от 18 до 24 лет — 9,6 %
- от 25 до 44 лет — 31,7 %
- от 45 до 64 лет — 19,0 %
- от 65 лет — 13,5 %

Средний возраст составил 34 года. На каждые 100 женщин приходилось 95,0 мужчин. На каждые 100 женщин возрастом 18 лет и старше — 90,9 мужчин.
Годовой доход на домовладение составил в среднем $ 43 833, на семью — $ 51 767. Доход на душу населения — $ 19 113. Средний доход мужчин — $ 35 490, женщин — $ 26 668.

## История

### Беруин в XIX веке

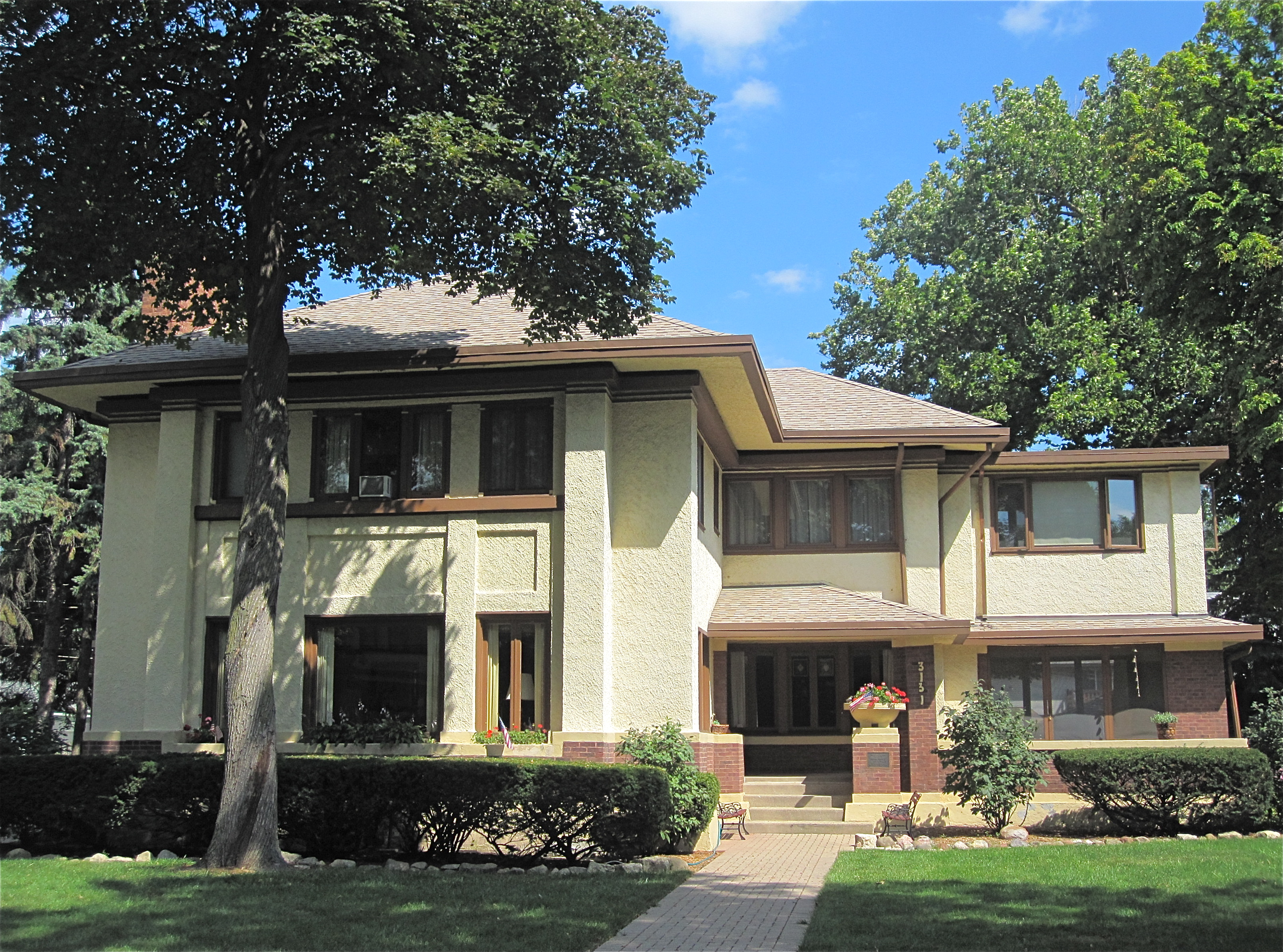
Дом Артура Данхэма. Построен в 1907 году компанией Tallmadge & Watson

На месте нынешнего Беруина ранее находились три общины: Лаверн, Суидтаун и Беруин.
История города начинается в 1856 году, когда Томас Болдуин приобрёл 347 акров земли, рассчитывая основать эксклюзивное сообщество для богатых людей и продавать им участки. Своё поселение он назвал Лаверн. Болдуин инвестировал значительные средства в это сообщество, было построено много дорог, по всей территории рассажены деревья: клён, ясень, белый кедр, тополь, сосна. В 1862 году Болдуин продал часть земель Chicago, Burlington & Quincy Railroad, побудив их прокладывать железную дорогу к новому сообществу. После смерти Болдуина, его дочь Эмма продала часть Лаверна земельному синдикату, возглавляемому Маршаллом Филдом.
В 1888 году Illinois Central проложила железнодорожные пути к северу от поселения, где вскоре поселилась группа шведских иммигрантов. Область, в которой они проживали называлась Суидтаун, и очень скоро стала знаменитой своими мастерами и пекарнями.
Третья община — Беруин, чьё имя носит и современный город, была создана двумя адвокатами Чарльзом Пайпером и Уилбуром Эндрюсом, купившими 106 акров земли под поселение и прокладку путей железной дороги CB&Q. В те времена железная дорога оказывала значительное влияние на развитие пригородов Чикаго. Адвокаты просили CB&Q построить железнодорожную станцию вблизи их владений, однако получили отказ в связи с тем, что уже были станции в Лаверне и Суидтауне, тогда адвокаты построили её собственными силами. С ростом станции Пайперу и Эндрюсу нужно было присвоить ей какое-нибудь название. Тем временем, один из пассажиров CB&Q поделился с ними расписанием железнодорожных станций, где они наткнулись на Беруин, небольшой городок, примерно в 18 милях к западу от Филадельфии. Беруин, штат Пенсильвания представлял собой богатое поселение, известное своими прекрасными садами и живописными пейзажами. Это было именно то сообщество, которое хотели воссоздать Пайпер и Эндрюс в штате Иллинойс, поэтому и решили дать такое же название. 17 мая 1890 года Городской совет Сисеро, в чьём ведении находилась община, одобрил регистрацию.
В последующие годы были построены бакалейный магазин, административное здание стоимостью около $ 6 тыс., а затем и небольшое почтовое отделение. Высокими темпами строились жилые дома, облагораживалась территория, подводились коммуникации. Пайпер и Эндрюс первое время активно способствовали развитию сообщества, размещая рекламу в чикагских газетах.

### Беруин в XX веке

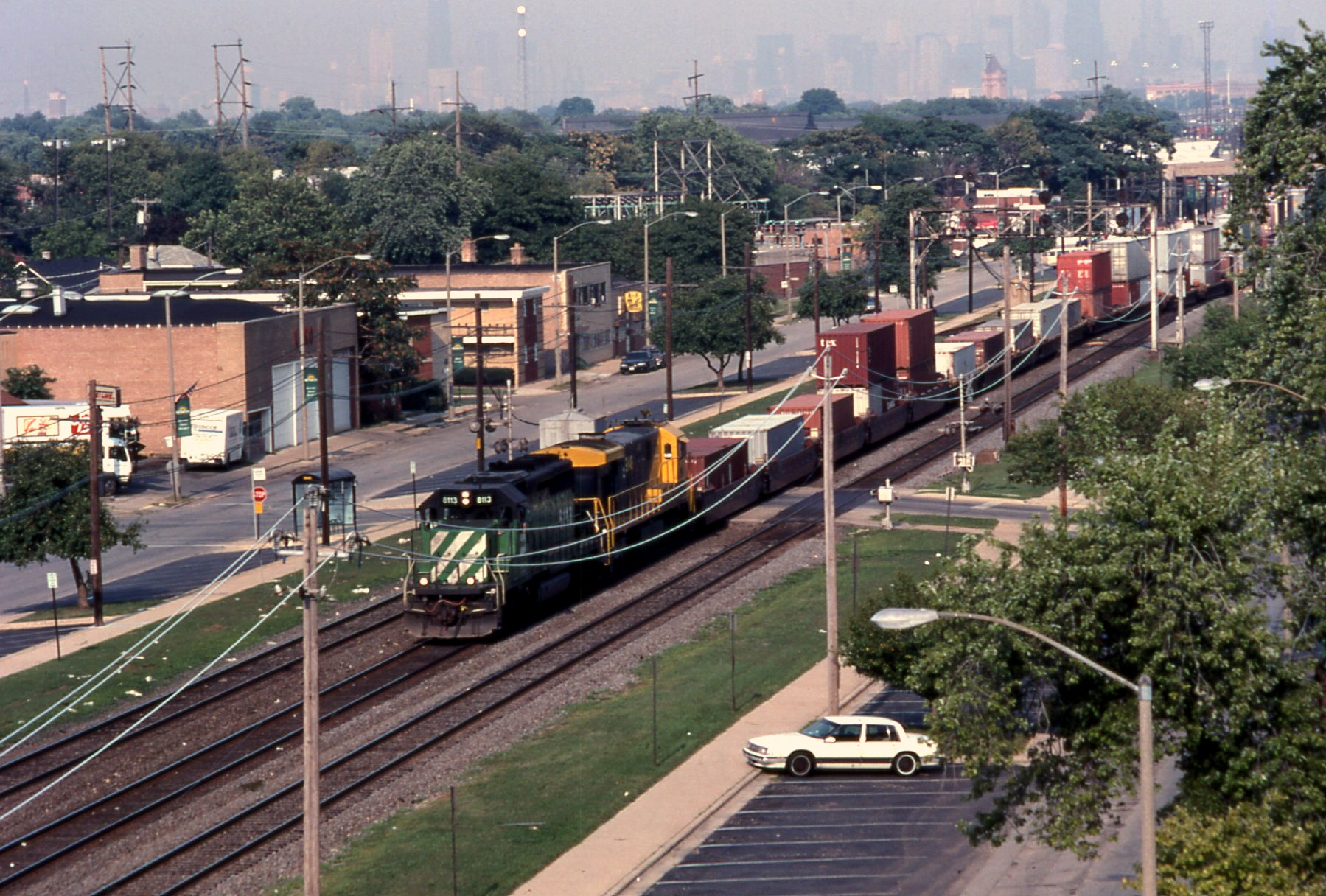
Вид на железную дорогу и товарный поезд со стороны парковки госпиталя Макнила (1999)

Беруин продолжал развиваться и возникла необходимость в создании некоторых форм местного самоуправления. В 1902 году он получил статус деревни, а 6 июня 1908 года стал городом, получив официальный устав от штата Иллинойс. По переписи 1910 года население составляло 5841 человек.
В 1921 году началось быстрое развитие центральной части города. Тут массово селились чехи, переехавшие из района Пильзнер в западном Чикаго. Буквально за один год были построены тысячи новых домов. Многие из переселенцев шли на работу в компанию Western Electric. 24 июля 1915 года город погрузился в траур, когда пароход Истлэнд, арендованный компанией для проведения экскурсии, перевернулся на бок на реке Чикаго, погибли 812 человек.
Население города в 1920 году составляло 14 150 человек, а к 1930 году достигло 47 027 человек, увеличившись за 10 лет на 222 %. В те годы Беруин мог похвастаться титулом самого быстрорастущего города в США. Ныне здесь проживают множество семей, имеющих чешские, итальянские, греческие, литовские, польские, югославские, украинские корни, а также выходцы из Азии и Латинской Америки и все называют Беруин своим домом.

## Экономика

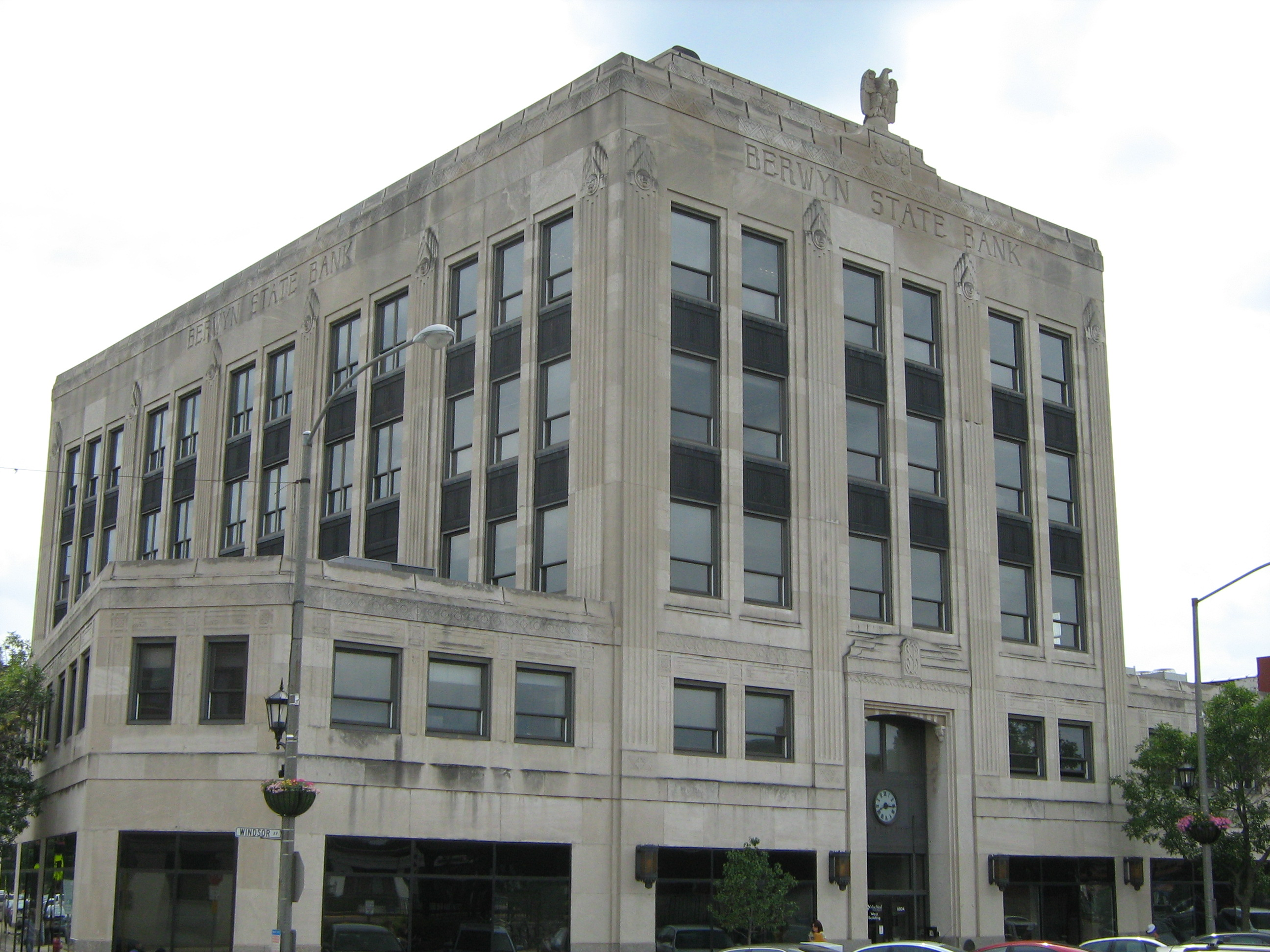
Государственный банк Беруина на Уиндсор-Авеню (2009)

Согласно ежегодному финансовому отчёту, крупнейшими работодателями в 2010 году стали:
| № | Работодатель                                | Сотрудников |
| - | ------------------------------------------- | ----------- |
| 1 | Госпиталь МакНил                            | 2200 чел.   |
| 2 | Западная высшая школа Дж. Стерлинга Мортона | 1000 чел.   |
| 3 | Городские службы                            | 550 чел.    |
| 4 | Школьный округ № 100 южного Беруина         | 480 чел.    |
| 5 | Школьный округ № 98 северного Беруина       | 382 чел.    |
| 6 | Turano Baking Company                       | 300 чел.    |
| 7 | BP Amoco                                    | 90 чел.     |
| 8 | Rosin Eyecare                               | 85 чел.     |

## Известные жители и уроженцы
- Сондра Радвановски — американская оперная певица.
- Джим Петерик — американский музыкант.
- Боб Оденкирк — американский комик и актёр, играл Соула Гудмэна в сериале «Во все тяжкие».